# 加藤由季
加藤 由季（かとう ゆき、1974年2月9日 - ）は、日本の元女性タレント、元グラビアアイドルである。
埼玉県所沢市生まれ。1998年（平成10年）からテレビのバラエティー番組 『ワンダフル』に、「ワンギャル」（第2期）のひとりとしてレギュラー出演していたことで知られる。
特技はスノーボード。芸能活動から引退後には、ホームエステ 『ワンダフル　ビューティー☆』の販売責任者を務める。

## 出演番組
- 1995年4月20日 - 6月29日「輝く季節の中で」（フジテレビ系）
- 1998年10月 - 1999年9月「ワンダフル」（TBS系）
- 2003年「NOAH's ark」（スカイパーフェクTV!）

## 写真集
- 1999年4月「PUPUS」

## 雑誌
- D-Break